# Варночици (Добруша-Хуска)
Варночици (на горнолужишки: Warnoćicy, на немски: Arnsdorf) е село в Германия, в историко-географската област Горна Лужица, която е населена предимно с лужишки сърби. То е разположено в община Добруша-Хуска, окръг Бауцен, провинция Саксония. Населението на селото според преброяването през 2011 г. е 150 души.

## Население
Численост на населението според преброяванията през годините:
- 1559 – 7 души
- 1764 – 6 души
- 1834 – 218 души
- 1871 – 270 души
- 1890 – 232 души
- 1910 – 210 души
- 1925 – 236 души
- 2011 – 150 души

В статистическото произведение „Добавки към статистиката и етнографията на лужицките сърби“ на Арнощ Мука се посочва, че през 1884 г. селото има 289 жители, като 176 от тях са лужишки сърби (60,89 %). Повечето жители изповядват лутеранство.